# Intranet
Et intranet er et datanet som er internt i en organisation, og som benytter sig af internetprotokollerne. En teknologi hvormed man internt i en organisation får adgang til dokumenter og tjenester via internetprotokoller. Formålet med et intranet er at understøtte gruppekommunikation. Intranettet kan således være et vigtigt redskab i praktiseringen af "knowledge management", altså styringen af flowet af informationer.
Eksempel på brug: Et intranet er et elektronisk system, hvor man kan samle al den viden, der findes i en organisation, og gøre den let tilgængelig for alle. [Schultz Information/Forlag] 
Man kan bruge intranettet til både at gå ind på andre computere på netværket, såvel som en central webserver. Computere på netværket kan kontaktes på adresser som fx denne: \\Computer1 (hvis styresystemet er Windows)
Man kan så komme på en webserver ved at gå ind på en IP som denne, 192.168.1.1 eller tilsvarende.
Der findes i dag flere forskellige udbydere, som tilbyder intranetløsninger. Flere virksomheder, kommuner og offentlige institutioner bruger i dag løsninger, som er decentraliserede i forhold til deres interne netværk og har dermed outsourcet selve vedligeholdelsen af intranettet. Dog er brugerne selvfølgelig selv ansvarlige for indholdet.

## Intranet i bredere forstand
Betegnelsen intranet bruges i bredere forstand om en samling netværksressourcer som kun er tilgængelige for en brugerkreds med særlige adgangsrettigheder. Særlig udbredt er betegnelsen i forbindelser med skoler og daginstitutioner, hvor der kan findes intranet for forældre, for ansatte og for eleverne. Et intranet i denne forstand er typisk tilgængeligt fra internettet i bred almindelighed, beskyttet af adgangskontrol.

## Anvendelse
Virksomheder i dag bruger intranettet som et aktivt led i videndelingen i dagligdagen. Særligt i komplekse organisationer kan det være givtigt, at implementere et intranet, hvor deling af informationer typisk bliver gjort via email eller sågar analoge opslagstavler. I alt sin enkelthed bliver det gjort nemmere for medarbejdere, at tilgå og dele informationer på tværs af afdelinger. De kan dermed spare tid og ressourcer, på at finde det, som de skal bruge.
Anvendelse af intranet i dag spænder over mange forskellige brugssituationer. Det kan som førnævnt være upload at et dokument, men det kan også være en diskussion af et nyt initiativ, som giver brugere adgang til at diskutere og få input fra flere medlemmer end via andre kanaler. Særligt i form af intranet 2.0, blev dette en aktiv del af anvendelse. Dog kan intranettet også i dag bruges i en mere social sammenhæng, hvor aktiviteterne der omkredser arbejdspladsen bliver inddraget.
Helt konkret kan det betyde, at en medarbejder f.eks. uploader et dokument omkring de nyeste retningslinjer indenfor et givent emne. Funktionaliteterne gør det derefter muligt, at øvrige medarbejdere kan se dokumentet, redigere i det, se tidligere historik og eventuelt kommentere dokumentet, skulle der være et eventuelt behov for afklaring.